# SL C20
SL C20은 스톡홀름 지하철에 사용되는 차량이다. 총 270편성 제작되었으며, 1997년부터 2004년까지 칼마르 베르크스타드(이후 ADtranz, 봄바르디어 트랜스포테이션)에서 제작되었다. 기존 C1-C15 차량과는 완전히 다르게 디자인되었다. 3량 1편성으로 운행하며, 편성 길이는 46.5m이다. 단가 및 차중을 절감하기 위하여 대차는 4개만 장착되었으며, 선두차의 운전실 부분에 1개, 중간차에 2개 장착되었다. 이전 세대 차량은 철제 차체를 사용하였으나, C20은 스테인리스 차체를 사용하여 부식에 더 강하다.
C20 차량은 미래 지향적인 이미지를 가지는 Vagn 2000이라는 이름으로 알려졌다. 모든 C20 차량에는 스톡홀름 지역과 연결된 사람의 이름이 붙어 있다. 예를 들어 201편성의 이름은 Birger Jarl이다.

## C20F
C20 차량 중 1편성은 봄바르디어 FICAS 기술을 사용하였고, 이 차량은 C20F로 불린다. 차체 벽면을 스테인리스 복합재로 처리하여, 기존 C20 차량의 100mm에서 25mm로 두께를 줄였다. 이로 인하여 실내 공간을 조금 더 확보하였고, 중량도 2t 더 가벼워졌다. 운전실과 객실 둘 다에 냉난방 장치가 설치되어 있다. C20 차량의 외부면에는 줄무늬가 있으나, C20F에는 줄무늬가 없다. 차번은 200편성이며, 이름은 Inkognito이다. 그뢰나 선에서 운행 중이다.